# Mazières-sur-Béronne
Mazières-sur-Béronne is een plaats en voormalige gemeente in het Franse departement Deux-Sèvres in de regio Nouvelle-Aquitaine en telt 363 inwoners (2005). De plaats maakt deel uit van het arrondissement Niort.

## Geschiedenis
Mazières-sur-Béronne is op 1 januari 2019 gefuseerd met de gemeenten Melle, Paizay-le-Tort, Saint-Léger-de-la-Martinière en Saint-Martin-lès-Melle tot een nieuwe gemeente, eveneens geheten Melle. 

## Geografie
De oppervlakte van Mazières-sur-Béronne bedraagt 9,6 km², de bevolkingsdichtheid is 37,8 inwoners per km².
De onderstaande kaart toont de ligging van Mazières-sur-Béronne met de belangrijkste infrastructuur en aangrenzende gemeenten.

## Demografie
Onderstaande figuur toont het verloop van het inwonertal.
Mazières-sur-Béronne · Melle · Paizay-le-Tort · Saint-Léger-de-la-Martinière · Saint-Martin-lès-Melle